# Inbox.lv (ледовая арена)
Ледо́вая аре́на «Inbox.lv» (латыш. Inbox.lv ledus halle) — спортивное сооружение в селе Пиньки, Бабитской волости Бабитского края Латвии, вместимостью 2 000 человек. До 15 марта 2008 года арена называлась Ледовая арена «Siemens» (латыш. Siemens ledus halle).
Открытие ледовой арены «Siemens» состоялось 31 мая 2003 года, во время которого на арене был проведён праздник хоккея, длившейся целый день. После окончания договора о праве владения названием ледовой арены, спонсор хоккейного клуба «Рига 2000», который свои домашние матчи проводила на этой арене, компания «Inbox.lv» заключил контракт, сроком на пять лет, о владении названием арены. Официально ледовая арена сменила своё название на «Inbox.lv» 15 марта 2008 года, событие, которое сопутствовало хоккейному матчу между командами «Рига 2000» и «АСК Огре».